# Har Nerija
Har Nerija (hebrejsky: הר נריה) je hora o nadmořské výšce přes 1100 metrů v severním Izraeli, v Horní Galileji.
Nachází se v centrální části masivu Har Meron, asi 1 kilometr severozápadně od hlavního vrcholku masivu. Má podobu zalesněného hřbetu, který je turisticky využívaný. Nachází se tu vyhlídková plošina s výhledem na Horní Galileji i Libanon. Na západním úbočí hory začíná vádí Nachal Nerija. Prochází tudy i silnice, která zpřístupňuje vrcholové partie masivu Meron. Na severu terén prudce spadá do náhorní planiny okolo obce Džiš.